# Louise Latraverse
Pour les articles homonymes, voir Latraverse.
Louise Latraverse est une actrice, une directrice artistique de théâtre, une autrice, une metteuse en scène, une animatrice québécoise, née le 24 juin 1940 à Arvida. Elle est la sœur du célèbre producteur Guy Latraverse. En plus de 60 ans de carrière, elle touche à tout: télévision, radio, théâtre, cinéma, peinture, humour, écriture et même Twitter. Elle a traduit plusieurs pièces de théâtre pour les adapter au théâtre québécois. Elle a joué dans des films culte comme Les Ordres et Entre la mer et l'eau douce, dans des téléromans célèbres tels Grand-Papa et 30 vies, dans des pièces de théâtre importantes comme Les Belles-sœurs en version musicale, Huit femmes et Qui a peur de Virginia Woolf ?. Elle est toujours active sur Twitter et Facebook.

## Biographie
Louise Latraverse naît le 24 juin 1940 à Arvida . Elle est la fille de Roger Latraverse (1914-1979) et de Fernande Gagnon (1916-1998), deuxième d'une famille de quatre enfants: Guy l'aîné, Louise, Michelle et enfin Marc.
Son père étant l'un des patrons de l'aluminerie d’Arvida, la famille vit dans le quartier anglophone de la ville, quartier où il y avait souvent des bagarres. Très jeune, vers l'âge de 12 ans, elle lit des contes pour la radio locale,. En 1957, le propriétaire de la radio privée locale CJMT à Chicoutimi, Pierre Tremblay, lui accorde un emploi d’animatrice. Elle a 17 ans et elle occupe ce poste quelques mois,. Ce sont ses premières armes dans le milieu artistique. Ses parents font faillite et la famille déménage à Chomedey (Laval) en 1959. Arrivée en ville, Louise Latraverse entre en contact avec M. Saulnier, propriétaire de la radio privée CKVL. Dès le lendemain, elle passe une audition et obtient l’emploi sur le champ. Elle devient « morning girl » aux côtés de l’immense comédien Jean Coutu à l’émission du matin Les Amoureux du matin,. M. Coutu devient un mentor pour elle. Elle reste dans cet emploi pendant un an ou deux, selon ses dires. 
Grâce à la comédienne Élizabeth Chouvalidzé qu’elle a rencontrée au café des artistes, Louise Latraverse est acceptée dans les ateliers de théâtre du comédien Georges Groulx,. Même si elle suit des cours de théâtre, c’est sur le terrain qu’elle fait son réel apprentissage. En 1960, le dramaturge et auteur de téléroman Marcel Dubé écrit pour la télévision de Radio-Canada, le téléroman La Côte de sable et il propose à Louise Latraverse de jouer dans sa série. Même si elle a peu ou pas du tout d’expérience comme comédienne, elle fonce et accepte le rôle d’Édith,. C’est un moment décisif dans sa vie. C’est dans cette série qu’elle côtoie le comédien et auteur-compositeur-interprète Claude Léveillée qui deviendra son amoureux, l’acteur Pierre Bourgault qui deviendra un homme politique célèbre et aussi son ami pendant 20 ans, et Clémence DesRochers qui deviendra une complice et qui écrira des textes pour elle. Ces rencontres sont déterminantes pour la suite de la vie de Louise Latraverse.  Côté théâtre, le metteur en scène Jacques Zouvi lui donne sa première chance en février 1961, avec le rôle de la jeune veuve Eva, dans Le Bal des voleurs de Jean Anouilh.  
Les années 1960 sont une période d’effervescence politique pour Louise Latraverse qui vit la création du R.I.N. (Rassemblement pour l'indépendance nationale) auprès de Pierre Bourgault, Marie-Josée Raymond et Jean Décarie. Elle y croise le journaliste qui deviendra premier ministre du Québec en 1976, René Lévesque. Le R.I.N. devient un parti politique en 1963 et elle est plongée dans ce mouvement d’indépendance.
1964 est une année importante pour la carrière de Louise Latraverse. En mars, elle joue dans la Grande Salle de la Place des Arts à Montréal (salle qui sera rebaptisée salle Wilfrid-Pelletier), dans une pièce écrite et mise en scène par Paul Buissonneau, La Passion ou le manteau de Galilée avec Janine Sutto, Huguette Oligny, Robert Rivard entre autres. En mai, elle anime l’énorme spectacle organisé par le R.I.N. au Forum de Montréal. Et elle est en voie de s’associer aux membres du Théâtre de Quat'Sous, car elle est en pourparlers pour racheter les parts de Jean-Louis Millette qui s’est désisté du groupe fondateur au moment de l’achat d’une synagogue pour en faire un théâtre. Ce sera fait en 1965. Toujours en 1965, elle joue au Théâtre de Quat'Sous, et fait ses débuts au grand cinéma, lors du tournage du film de Michel Brault, Entre la mer et l'eau douce. En 1967, elle partage l’animation à l’émission de télévision Jeunesse oblige à Radio-Canada. Comme c’est l’Exposition universelle de 1967 à Montréal, l’équipe de l’émission passe l’été à cette exposition, allant d’un pavillon à l’autre pour introduire les différents pays aux téléspectateurs. Pendant cette émission elle interprète en duo avec Félix Leclerc, La fille de l’île,.
En décembre 1968, Louise Latraverse s’essaie à la chanson en enregistrant un 45 tours chez Barclay, avec, en face A, « Je rêve de toi » (paroles françaises de Stéphane Venne), chanson qui est une adaptation de Dream a Little Dream of Me qui vient d'être enregistrée par le groupe The Mamas and The Papas. Toujours en 1968, elle tourne au cinéma, dans une coproduction (États-Unis/Canada), dans le film en:A Great Big Thing, réalisé par Eric Till. Grâce à son amitié avec Clémence DesRochers, elle va jouer en 1969 dans la revue musicale « féministe », Les Girls, avec des textes de Clémence DesRochers et la musique de François Cousineau, aux côtés de Chantal Renaud, Diane Dufresne et Paule Bayard. Cette revue qui aborde des sujets osés pour l'époque est présentée plusieurs mois à travers le Québec et trois soirs à la Place des Arts.
En 1969, lors du tournage d’Eliza's Horoscope (en) (film avec Gordon Sheppard), Louise Latraverse fait la rencontre du groupe The Band dont les membres avaient été les musiciens de Bob Dylan pendant un temps. Invitée par le producteur, elle se rend au Festival de Woodstock dans l'État de New York. Arrivée sur place, elle rencontre le manager de Bob Dylan et de Janis Joplin, Albert Grossman chez qui il fallait être : « C'était la place où tout le monde se réunissait à l'époque. C'était même pas New York, c'était chez Albert Grossman,». Grossman lui présente Emmett Grogan (1942-1978) qui est une figure importante dans le mouvement hippie aux États-Unis ; en effet, ce dernier avait cofondé avec Peter Coyote le collectif anarchiste et contre-culturel les Diggers, collectif de théâtre subversif, de « squat autogéré » qui avait « lancé le mouvement qu’on a appelé le mouvement des hippies ». Dès qu’elle voit Emmett, elle tombe en amour avec lui et comme il est très populaire et sollicité de toutes parts, elle se retrouve au cœur même de l'effervescence du début des années 1970 et elle connaît une vie exceptionnelle : elle va à des fêtes chez The Beatles, rencontre les Rolling Stones, mange avec des artistes très influents de l'époque dont Andy Warhol digne représentant du Pop art et Allen Ginsberg qui est très lié au mouvement hippie et à la Beat Generation. 
Le 24 juin 1972, Louise Latraverse se marie avec Emmett Grogan à l’église Saint-Jacques de Montréal,. Après son mariage, elle s'installe avec son mari à Brooklyn, New York et tous les deux voyagent beaucoup à travers le monde. Quand elle tombe enceinte, elle décide d’accoucher à Montréal pour que son fils soit canadien et ainsi lui éviter le service militaire aux États-Unis,. Elle donne naissance à Max devenu aujourd'hui musicien d'électro. Après son séjour de deux ans et demi à New York, elle revient à Montréal en 1976, seule avec son fils. Elle vit au Square Saint-Louis et c’est là qu’elle élève son enfant. À son retour, l’auteur Gilles Richer lui offre le rôle de Virginie dans Chère Isabelle. Elle y joue un rôle de « nounoune » et ce type de rôle lui ouvre de nouveaux emplois au théâtre dont le Théâtre des Variétés (Montréal) et à la télévision comme dans Poivre et Sel. En avril 1978, son époux, Emmett Grogan décède tragiquement à Coney Island, New York, à l’âge de 35 ans.
Encouragée par le comédien et humoriste Pierre Labelle, elle décide de se produire seule sur scène, en 1979. Elle monte et écrit son spectacle en compagnie de Clémence DesRochers et de ses musiciens.
En 1984, Paul Buissonneau remet le Théâtre de Quat'Sous à Louise Latraverse. 
Elle en assume la direction de 1984 à 1986. Sous son mandat, ce théâtre prend un nouveau souffle et deux pièces majeures de la dramaturgie québécoise naissent : Being at Home with Claude de René-Daniel Dubois (1985) et Vinci de Robert Lepage (1986). Dans les années qui suivent, elle continue sa carrière surtout au cinéma et au théâtre. Mais, à 51 ans, elle se retrouve sans travail, épuisée et tombe en dépression nerveuse,. Elle se met au dessin. En 1995, elle part trois mois en Inde pour apprendre l'art de l'aquarelle et de la miniature,. En même temps qu'elle apprend le dessin, elle entame une démarche intérieure. Elle revient à Montréal et elle raconte son voyage dans son livre India, mon amour, illustré de ses dessins réalisés en Inde. En 2001, Louise Latraverse accepte et assure la mise en scène de jeunes humoristes. Elle fait la rencontre d'Anne Roumanoff avec qui elle part pour Paris pour préparer le spectacle À la Roumanoff dont elle assure la mise en scène,. 
Entre 2001 et 2020, Louise Latraverse joue dans différents téléromans — surtout à Radio-Canada —, poursuit sa carrière au théâtre, fait des apparitions à la télévision comme collaboratrice, signe des chroniques hebdomadaires à La Presse, joue dans quelques films. En 2015, elle devient l’égérie du designer Denis Gagnon,. 
Elle fête ses 80 ans en 2020 et elle signe le deuxième spectacle d'Anne Roumanoff Follement Roumanoff. Pendant le confinement dû à la COVID 19, elle devient active sur les nouveaux médias : Twitter, Facebook, Instagram. 
Alors que sa carrière est au repos, en décembre 2021, Louise Latraverse crée un énorme remous pendant l'émission En direct de l'univers. À la question « De quoi la Covid ne viendra pas à bout ? », elle répond : « L'amour crisse! ». Cette phrase devient virale et Louise Latraverse est invitée sur tous les plateaux de télévision. Des chandails sont alors imprimés avec cette phrase et les profits sont versés à la Maison Simonne-Monet-Chartrand qui héberge des femmes victimes de violence conjugale et leurs enfants. 
Quand les journalistes lui parlent de son existence, elle dit ceci : « Ma vie c’est une recherche de liberté et d’indépendance ».

## Carrière

### Comédienne

#### Cinéma
Les années mentionnées sont les années de sortie des productions.
- 1966 : Dimensions, film d’animation (pixilation), court métrage, réalisation de Bernard Longpré, ONF, avec Paul Buissonneau et Louise Latraverse
- 1967 : Entre la mer et l'eau douce : fiction, scénario et dialogues de Denys Arcand, Michel Brault, Marcel Dubé, Gérald Godin et Claude Jutra, réalisation de Michel Brault ; rôle : Manon, la sœur de Claude
- 1968 : A Great Big Thing, fiction, réalisation de Eric Till (États-Unis/Canada), Agrofilm ; rôle : Michelle
- 1974 : Les Ordres, fiction, scénario et réalisation de Michel Brault, Productions Prisma ; rôle : Claire Beauchemin
- 1975 : Eliza’s Horoscope, fiction, réalisation de Gordon Sheppard, O-Zali Films (Qc), Société de développement de l’industrie cinématographique canadienne, rôle : inconnu
- 1976 : La Piastre, fiction, texte de Alain Chartrand, Diane Cailhier filmsquébec.com, réalisation d’Alain Chartrand ; rôle : Louise, une amie
- 1981 : L'Homme fragile, fiction, scénario et réalisation de Claire Clouzot, FR2 (France) ; rôle : Luce
- 1987 : Rendez-vous à Montréal, film d’animation 3D, scénario et réalisation de Daniel Thalmann (en) et Nadia Magnenat-Thalmann, producteur : inconnu ; rôle : voix de Marilyn Monroe, avec Jean-Guy Moreau : Humphrey Bogart
- 1988 : L'emprise, docudrame, scénario de Luc Hétu et Francine Tougas, réalisation de Michel Brault et Suzanne Guy ; rôle : une amie
- 1989 : La Révolution française, film historique franco-italo-germano-canadien, scénario de David Ambrose (en), Daniel Boulanger, Robert Enrico, Richard T. Heffron et Fred A. Wyler, réalisation de Robert Enrico (Les années lumière), Sociétés de production : Les Films Ariane, Films A2, Les Productions Alliance, Alcor Films, Laura Film, Radiotelevisione italiana et Antea Srl ; rôle : Louise-Elisabeth de Croÿ de Tourzel
- 1990 : Un autre homme, fiction, scénario de Marcel Beaulieu, réalisation de Charles Binamé, Max Films (Qc), ONF, Les Producteurs TV-Films associés (Qc), Radio-Québec, Société générale des industries culturelles (QC), Téléfilm Canada, Radio-Québec ; rôle inconnu
- 1991 : De quel droit pouvez-vous me faire ça ?, documentaire sur la bioéthique, scénario d’André Michaud, réalisation de Marie Fortin ; rôle : présentatrice
- 1994 : Deux actrices , fiction, scénario et réalisation de Micheline Lanctôt, Max Films ; rôle : La mère
- 1995 : La beauté des femmes, téléfilm fiction, scénario de Claire Wojas, réalisation de Robert Ménard, Productions Vidéofilms, Société Radio-Canada ; rôle : Germaine
- 1997 : Souleyad, court métrage fiction, scénario de Michael Betcherman, Marc S. Grenier, réalisation de Marc S. Grenier, Locomotion Films (Qc) ; rôle : inconnu
- 2010 : À l'origine d'un cri, fiction, scénario et réalisation de Robin Aubert, Max Films ; rôle : la mère
- 2012 : Première neige, court métrage, scénario de Guillaume Girard et Yan Brisse, réalisation de Michaël Lalancette, Kramtemps Productions ; rôle : Monique
- 2013 : Love Projet(Exit), fiction + danse, scénario et réalisation de Carole Laure, Lyla films ; rôle : la psychologue
- 2019 : Mon cirque à moi, scénario de Martin Forget et Miryam Bouchard, réalisation de Miryam Bouchard, Attraction Images ; rôle : Galoche

#### Télévision
- 1960 : La Côte de sable, téléroman, textes de Marcel Dubé, réalisation de Louis-Georges Carrier, Société Radio-Canada ; rôle : Édith
- 1963 : Rue de l'anse, téléroman, textes de Pierre Patry, Jovette Bernier et Guy Fournier, réalisation de Pierre Gauvreau, Société Radio-Canada ; rôle : Georgette Labbé
- 1963 : Ti-Jean Caribou, téléroman, textes de plusieurs auteurs, réalisation de Charles Dumas et Maurice Falardeau, Société Radio-Canada ; rôle : inconnu
- 1971 : Moi et l’autre: création de Gilles Richer et Roger Garand, réalisation de Jean Bissonnette, Société Radio-Canada ; rôle : Françoise Bégin
- 1970 : Symphorien, téléroman humoristique, textes de Marcel Gamache, réalisation de Pierre A. Morin, Gilles Vincent et Claude Lavallée, TVA ; rôle : inconnu
- 1970 : Bye bye, revue humoristique de l’année, textes de Gilles Richer, réalisation de Jean Bissonnette, Société Radio-Canada, plusieurs rôles
- 1972 : Le Fils du ciel, téléroman franco-québécois, textes de Jean Gérard, réalisation de Alain Dhénaut, Société Radio-Canada et Première chaîne ORTF ; rôle : Françoise Lelarge
- 1975 : Bye bye, revue humoristique de l’année, textes de Marc Favreau, réalisation de Richard Martin, Société Radio-Canada ; rôle : plusieurs rôles
- 1976 : Chère Isabelle: téléroman humoristique, texte de Gilles Richer, réalisation de Gilles Pilon et Claude Colbert, TVA ; rôle : Virginie Thompson
- 1976 : Grand-Papa , téléroman, textes de Janette Bertrand, réalisation de Aimé Forget, Geneviève Houle, Rolland Guay et Lucile Leduc, Ici Radio-Canada ; rôle : Claudette
- 1979 : Féminin pluriel, téléroman humoristique, texte de Robert Lavoie, réalisation de Claude Colbert, TVA ; rôle : Janine Joubert
- 1980 : Pour adultère, votre honneur, télé-théâtre humoristique, texte de Gilles Richer et Pierre Labelle, réalisation de Roger Fournier ; rôle principal aux côtés de Pierre Labelle : nom inconnu.
- 1981 : Le semestre, téléfilm, d’après le roman de Gérard Bessette ; adaptation, scénario et documentation de Jean Sarrazin, réalisation de Roger Fournier, Société Radio-Canada ; rôle : inconnu
- 1982 : Bye bye, revue humoristique de l’année, textes de Claude Meunier et Louis Saïa, réalisation de Jean-Jacques Sheitoyan, Société Radio-Canada ; rôle : plusieurs rôles
- 1983 : Poivre et Sel, téléroman, scénario de Madeleine Guérin, Gilles Richer et Gilles Latulippe, réalisation de Maurice Falardeau, Jean-Paul Leclerc, Claude Maher et Maude Martin, Société Radio-Canada ; rôle : Sylvie Labelle, la bonne
- 1984 : Le 101, ouest, avenue des Pins, téléroman humoristique, scénario Denise Filiatrault, réalisation de Royal Marcoux et Louis Plamondon, Société Radio-Canada ; rôle : Linda Lamar
- 1989 : La maison sur la lune, téléfilm (conte), scénario de Robert Geoffrion et Louis Plamondon, réalisation de Louis Plamondon ; rôle : inconnu
- 1989 : L'Amour avec un grand A (Pauline et Renée), télédramatique, texte de Janette Bertrand, réalisation de Nicole Faucher, Radio-Québec ; rôle : Renée
- 1991 : L'Amour avec un grand A  (L'Amour qui n'en finit plus), télédramatique, texte de Janette Bertrand, réalisation de Pierre Gagnon, Radio-Québec ; rôle : Charlotte Ménard
- 1994 : Les Héritiers Duval , téléroman, texte de Guy Fournier, réalisation de Royal Marcoux, Yves Mathieu, Pierre-Jean Cuillerrier et Céline Hallée, Société Radio-Canada ; rôle : Denise Laurier
- 1996 : Le retour, téléroman, texte d’Anne Boyer et Michel D’Astous, réalisation de Roger Legault et Louise Forest, TVA ; rôle : Maggie Caporucci
- 2001 : Le cœur découvert, téléroman, texte de Michel Tremblay, réalisation de Gilbert Lepage, Société Radio-Canada ; rôle : Marguerite
- 2004 : La Promesse (série télévisée, 2005), téléroman, texte de Danielle Trottier, réalisation de Martin Thibault, Stéphane Beaudoin, Lyne Charlebois et Claude C. Blanchard, TVA ; rôle : Carmen Ducharme
- 2010 : Les Parent, téléroman, créé par Jacques Davidts, réalisation Martin Talbot, Société Radio-Canada ; rôle : Thérèse
- 2010 à 2012 : Mauvais karma, téléroman, texte d’Isabelle Langlois, réalisation de Pierre Théorêt, Société Radio-Canada ; rôle : Angèle
- 2013 : 30 vies, téléroman quotidien, texte de Fabienne Larouche, réalisation de François Bouvier, Mariloup Wolfe, Guillaume Lemay-Thivierge, Danièle Méthot et Louis Bolduc, Société Radio-Canada ; rôle : Monique Duhamel (mère d'Alain)
- 2016 : Les Simone, téléroman, texte de Kim Lévesque-Lizotte et Louis Morissette, réalisation de Ricardo Trogi, Radio-Canada ; rôle : grand-mère Laurence
- 2021 : Nous: texte de Dominick Parenteau-Lebeuf, réalisation de Yannick Savard, Club Illico ; rôle : Carmel Lavallée-Denicourt

#### Théâtre
- 1961 : Le Bal des voleurs, texte de Jean Anouilh, mise en scène de Jacques Zouvi, Théâtre du Rideau Vert ; rôle : la jeune veuve Eva (février 1961)
- 1961 : La brune que voilà, texte de Robert Lamoureux, mise en scène d’Yvette Brind'Amour, Théâtre du Rideau Vert ; rôle : Anne-Marie (mai 1961)
- 1961 : Deburau: texte de Sacha Guitry, mise en scène d’Yvette Brind'Amour, Théâtre du Rideau Vert ; rôle : Justine (août 1961)
- 1961 : Pas d'âge pour l'amour, texte de Roger Ferdinand, mise en scène de Gérard Poirier, Théâtre du Rideau Vert, rôle : Lily Villiers
- 1964 : La Passion ou Le manteau de Galilée, texte et mise en scène de Paul Buissonneau Place des Arts ; rôle : femme + première servante
- 1965 : Le Cirque aux illusions, texte de René Aubert, mise en scène de Paul Buissonneau, Théâtre de Quat'Sous ; rôle : inconnu
- 1965 : La Florentine, d'après La Mandragore de Machiavel texte de Jean Canolle, mise en scène de Paul Buissonneau Théâtre de Quat'Sous, rôle : Lucrezia
- 1971 : Chère Janet Rosenberg cher monsieur Kooning (Dear Janet Rosenberg, Dear Mr Kooning), texte de Stanley Eveling, adaptation de Michel Faure et Kate Eveling, mise en scène de Paul Buissonneau, Théâtre de Quat'Sous ; rôle : Janet Rosenberg et Mrs Rosenberg
- 1976 : Dites-le avec des fleurs, textes de Marcel Dubé et Jean Barbeau, mise en scène d’Yvan Canuel, Bateau-théâtre L’Escale ; rôle : inconnu
- 1978 : Gotcha!, texte de Barrie Keeffe (en), adaptation et mise en scène de Jean-Christian Grinevald, Théâtre du Rideau Vert ; rôle : Lynne
- 1979: Labelle/Latraverse, one-woman-show, textes et chansons de Clémence DesRochers, à Sainte-Marguerite-Lac-Masson
- 1981 : Deux beaux bébés de banlieue, voisines de cuisine (A Couple White Chicks Sitting Around Talking), texte de John Ford Noonan et Loudon Wainwright III, adapté par Louise Roy et Michel Chevrier, mise en scène de Mouffe, avec Louise Latraverse et France Castel
- 1987 : Qui a peur de Virginia Woolf ? (en:Who's Afraid of Virginia Woolf?), texte d’Albert Albee, traduction de Michel Tremblay, mise en scène de Michèle Magny, Théâtre du Rideau Vert ; rôle : Martha
- 1989 : Un simple soldat, texte de Marcel Dubé, mise en scène de René Richard Cyr, coproduction de la Nouvelle Compagnie théâtrale (Théâtre Denise-Pelletier) et Théâtre Populaire du Québec ; rôle : Bertha
- 1990 : Je n'aime que toi (It had to be you), texte de Renée Taylor et Joseph Bologna, traduction de Louise Latraverse, mise en scène de Fernand Rainville, Théâtre de la Pulperie ; rôle : Sophie
- 1991 : Les trompettes de la mort, texte de Tilly, adaptation de Michel Tremblay, mise en scène de Marie Laberge, Théâtre du Café de la Place des Arts, rôle : Henriette-Alexane
- 1997 : Les rues de l'alligator, texte de Abla Farhoud, mise en scène de Fernand Rainville, Théâtre de La Manufacture ; trois rôles : vieille femme, femme au t-shirt et mère passante
- 2001 : La fille sur la banquette arrière (en) (Romantic Comedy), de Bernard Slade, adaptation de Jean-Claude Carrière, mise en scène de Marie Charlebois, Maison de la culture Pointe-aux-Trembles ; rôle : Blanche
- 2006 : Tout comme elle, texte de Louise Dupré, mise en scène de Brigitte Haentjens Sibyllines, Usine C, rôle : elle
- 2007 : Huit femmes, texte de Robert Thomas, adaptation et mise en scène de Jean-Guy Legault, Théâtre Rougemont ; rôle : la nounou zélée
- 2007 : Un jour ou l'autre, texte de Brigitte Poupart, mise en scène de Michel Monty et Brigitte Poupart ; Espace go ; rôle : voix de Ingrid Betancourt
- 2009 : Chez madame Lise, texte de Julie Daoust et Hugo Turgeon, mise en scène de Stéphane St-Jean, Théâtre des Tournesols ; rôle : Monique
- 2016 : St-André-de-l'Épouvante, texte de Samuel Archibald, mise en scène de Patrice Dubois, Théâtre PÀP, rôle : Loulou

### Spectacle  musical
- 1969 :  Les Girls, revue musicale, textes de Clémence DesRochers, Théâtre de Quat’Sous
- 2012 : Belles-sœurs, théâtre musical, d’après le texte de Michel Tremblay, livret, paroles et mise en scène René Richard Cyr, musique Daniel Bélanger, Théâtre d'aujourd'hui ; rôle : Olivine Dubuc
- 2018 : La Renarde, sur les traces de Pauline Julien, spectacle musical, idée et mis en scène d’Ines Talbi, Théâtre Maisonneuve ; rôle : interprète

### Animatrice ou chroniqueure
- 1967 : Jeunesse Oblige, télévision, Société Radio-Canada ; rôle: animatrice de 1967-1968.
- 1988 : Un été de bonne humeur, télévision,  TVA ; rôle : animatrice
- 2009-2015 : Pour le plaisir, émission de service,  télévision, Ici Radio-Canada ; rôle : chroniqueuse[7]>.
- 2016 : Médium large, radio, sur Ici Première (2016-2019), rôle : chroniqueure
- 2018 : Et si on se faisait du bien ... pour changer, radio, Première chaîne de Radio-Canada, rôle : chroniqueure

### Scénariste ou auteure
- 1974 : La passion selon Tranquille, documentaire de Jean Lepage, scénario de Louise Latraverse, Henri Tranquille est un libraire.
- 1995 : India, mon amour, Libre Expression éditeur, (Art Global), novembre 1995, Montréal, 98 pages,  (ISBN 9782891116459) ; récit de voyage.
- De 2013 à 2016, chroniques hebdomadaires dans le journal La Presse.

### Metteur en scène
- 2001 : À la Roumanoff
- 2003 : Follement Roumanoff
- plusieurs galas des Francofolies de Montréal

## Récompenses et nominations
- 2007 : Lauréate Prix Gémeaux, catégorie Meilleur rôle de soutien féminin : téléroman, La Promesse / 2007 https://ici.radio-canada.ca/television/gemeaux2007/index.shtml[7]
- 2012 : Lauréate Prix Gémeaux, catégorie Meilleur rôle de soutien féminin : comédie, Mauvais Karma, épisode 20
- 2021 : Chevalière de l’Ordre national du Québec[25]